# 堀川 (北九州市)
堀川（ほりかわ）は、福岡県北九州市八幡西区楠橋寿命から中間市、水巻町を経て八幡西区の洞海湾に注ぐ、遠賀川水系の川である。堀川運河とも呼ばれる。

## 概要
正式には、遠賀川本流から堀川筋分岐〜寿命唐戸〜笹尾川に至る約700mが八幡西区で一級河川堀川、その下流の約200mが新堀川、さらにその下流の洞海湾河口までの約9.2kmが新々堀川である。この3つの川の総称として「堀川」と長い間呼ばれていた。
福岡県の河川整備計画（遠賀川下流右岸圏域河川（指定区間）の諸元）によると、堀川の始点は遠賀川分派点、終点は笹尾川合流点（約0.7km）となっている。また、新堀川は始点が笹尾川分派点、終点が黒川合流点（約0.2km）、新々堀川は始点が黒川分派点、終点が洞海湾（約9.2km）となっている。
八幡西区堀川町の折尾駅東口のロータリー付近は暗渠になっている。折尾地区の沿岸には昔ながらの店が軒を連ねる。
また、不法投棄が後を絶たず、自転車や電化製品などが放棄されている。そのため年に数回程度、近隣の住民や大学生により堀川清掃が行われる。さらに外来生物であるスクミリンゴガイ（ジャンボタニシ）が数多く繁殖しており、夏から秋にかけて産卵を行うため、コンクリート等に紅い卵が目立つようになっている。

## 歴史
江戸時代、黒田藩の家臣、栗山利章により開削された人工河川で、遠賀川から舟を通すことや洪水などの水害防止のために建設が進められた。1621年（元和7年）に着工され、100年超の中断後、1762年（宝暦12年）に開通し、その後、1804年（文化元年）に楠橋寿命に新たな水門を設置、洞海湾まで全長12kmの堀川運河が開通した。1891年（明治24年）に鉄道（筑豊興業鉄道、現：筑豊本線）が開通するが、筑豊炭田から若松港への石炭輸送に鉄道と共に堀川の川艜輸送が重要な役割を果たした。1900年（明治33年）に通船数13万を超え最盛期であった。その後、大正以降も続き、1938年（昭和13年）頃に石炭輸送運河としての役目を終えた。2007年（平成19年）11月30日には、近代化産業遺産（北九州炭鉱 - 筑豊炭田からの石炭輸送・貿易関連遺産）に認定された。また2019年（令和元年）に文化庁の「歴史の道百選」に選定された。